# 古德洛尔县

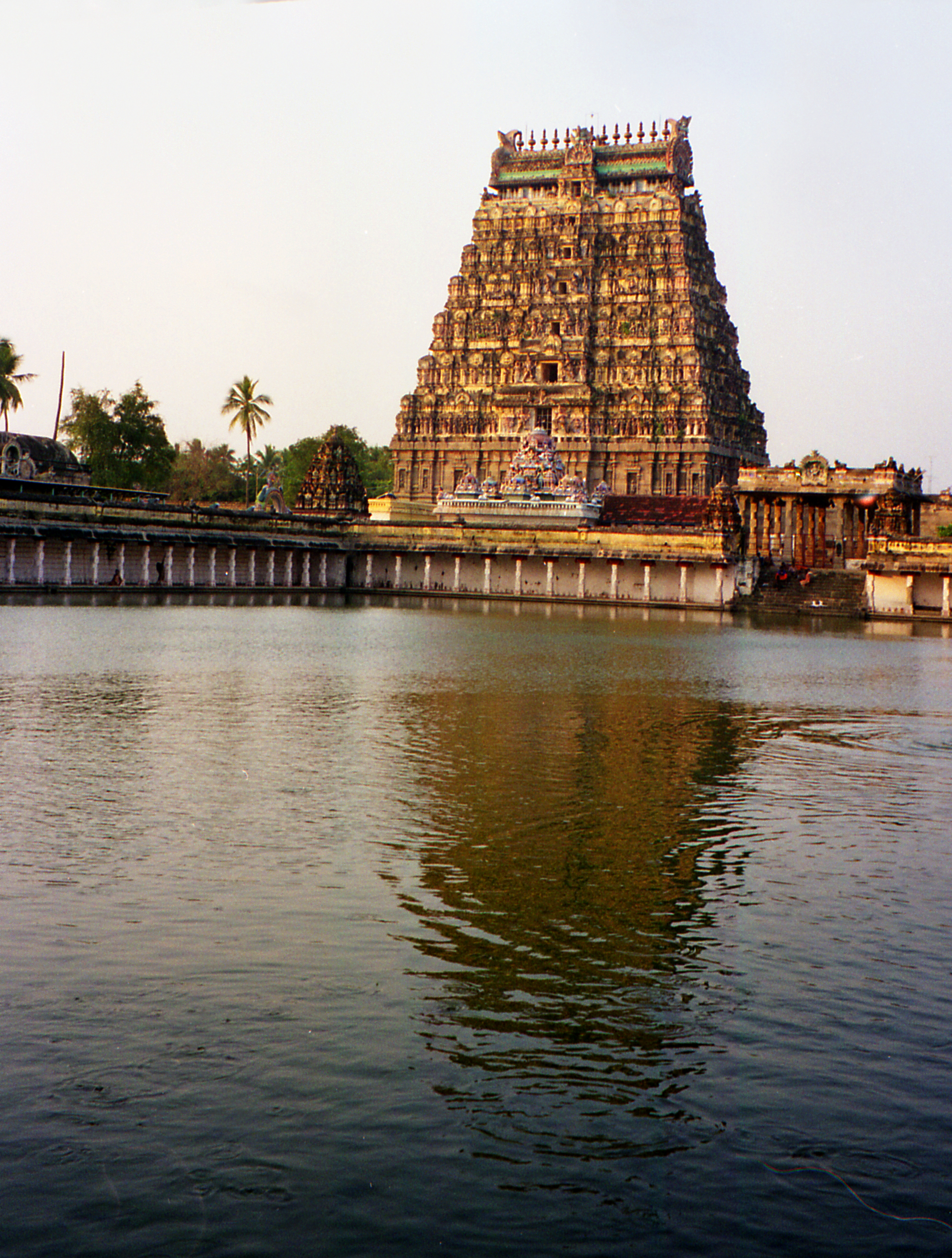

古德洛尔县（Cuddalore district）是印度的一個縣，位於該國的南部，由泰米爾納德邦負責管轄，面積3,705平方公里，識字率為79.04%，2011年人口2,285,395，人口密度每平方公里617人。

## 外部連結
- Cuddalore District
- Cuddalore District Profile